# Кузнецов Андрій Миколайович
Андрій Миколайович Кузнецов (рос. Андрей Николаевич Кузнецов; 25 січня 1977, м. Ярославль, СРСР) — російський хокеїст, захисник.  
Виступав за ЦСКА (Москва), «Мейкон Вупі» (КХЛ), «Дейтон Бомберс» (ECHL), «Амур» (Хабаровськ), «Казцинк-Торпедо», «Газовик» (Тюмень), «Казахмис» (Сатпаєв), «Молот-Прикам'я» (Перм), «Іжсталь» (Іжевськ), «Супутник» (Нижній Тагіл), Бейбарис Атирау.